# Aloe echinata
Aloe echinata é uma espécie de liliopsida do gênero Aloe, pertencente à família Asphodelaceae.